# Pseudochaete
Pseudochaete T. Wagner & M. Fisch. – rodzaj grzybów z rodziny szczeciniakowatych (Hymenochaetaceae). W Polsce występują dwa gatunki
Takson nieścisły i przestarzały, W wyniku badań filogenetycznych uznany został za synonim rodzaju Hymenochaetopsis S.H. He & Jiao Yang 2002.

## Systematyka i nazewnictwo
Pozycja w klasyfikacji według Index Fungorum: Hymenochaetaceae, Hymenochaetales, Incertae sedis, Agaricomycetes, Agaricomycotina, Basidiomycota, Fungi.
Gatunki”
- Pseudochaete corrugata (Fr.) S.H. He & Y.C. Dai 2012 – tzw. szczeciniak chropawy
- Pseudochaete intricata (Lloyd) S.H. He & Y.C. Dai 2012
- Pseudochaete lamellata (Y.C. Dai & Niemelä) S.H. He & Y.C. Dai 2012
- Pseudochaete lenta (G.A. Escobar ex J.C. Léger) S.H. He & Y.C. Dai 2012
- Pseudochaete olivacea (Schwein.) Parmasto 2013
- Pseudochaete rigidula (Berk. & M.A. Curtis) S.H. He & Y.C. Dai 2012
- Pseudochaete tabacina (Sowerby) T. Wagner & M. Fisch. 2002 – tzw. szczeciniak żółtobrzegi
- Pseudochaete tabacinoides (Yasuda) S.H. He & Y.C. Dai 2012
- Pseudochaete yasudae (Imazeki) S.H. He & Y.C. Dai 2012

Nazwy naukowe na podstawie Index Fungorum. Nazwy polskie według Władysława Wojewody.